# アルーストック戦争
アルーストック戦争（アルーストックせんそう、英: Aroostook War）は、1838年から1839年にかけて、アメリカ合衆国とイギリス帝国の間で、イギリス領北アメリカとメイン州の国境を巡って行われた宣戦布告の無い（最終的には流血のない）対立である。この紛争はメイン州と現在のニューブランズウィック州およびケベック州との間の国境を双方が認める結果になった。メイン州とニューブランズウィック州で緊張関係が高く、論議が過熱しただけでなく、双方とも軍隊を動員し、論争のあった境界に進軍したために戦争と呼ばれている。アメリカ合衆国とイギリス帝国双方の政府の協議がなんとか間に合ったので、地元の民兵による流血沙汰を避けることができた。

## 議論された国境
アメリカ独立戦争を終わらせた1783年のパリ条約では、カナダ（イギリス領北アメリカ）とアメリカ合衆国との間の国境を明確に定めていなかった。独立戦争の後、マサチューセッツ州は州内のメイン地区に土地特許の発行を始めたが、これにはイギリスが依然として権利主張している土地が含まれていた。米英戦争（1812年-1815年）のとき、イギリスはワシントン郡、ハンコック郡およびペノブスコット郡の一部を含むメイン地区の東部の大半を8ヶ月間占領し、そこを恒久的にカナダに併合することを目指した。しかし、1814年の米英戦争を終わらせるガン条約により、国境は1783年のパリ条約に戻すことになったが、その曖昧さが残ったままだった。以前の条約で定義されている主要な地形的目印であるセントクロア川の水源を突き止め印を付けるために念入りな測量隊が派遣された。アメリカ合衆国の東部境界はノバスコシア植民地（当時のノバスコシアには現在のニューブランズウィック州が含まれていた）の北西角に当たる北の高地へ延びていた。水系がチプティクック湖を横切る場所に記念碑が置かれた。
1820年にメイン州がマサチューセッツ州から分離して州となったとき、国境の状態と場所が新しい州政府の主要な関心事項になった。マサチューセッツ州もまた、メイン州公有地の50％が論争のある領土の大部分を含んでおり、マサチューセッツ州の資産のままだったので、この問題に関心を持ち続けた。
1825年9月になって、メイン州とマサチューセッツ州の公共土地担当局が、セントジョン川とその支流の論争のある地域で、譲渡証書を発行し、木材伐採許可証を売却し、国勢調査を行い、誕生、死亡、および結婚を記録した。マサチューセッツ州の公共土地担当者ジョージ・コフィンは1825年秋に行った旅の間に日誌をつけており、その中でセントジョン川上流やマダワスカ地域からフレデリクトンに戻ってくるときに、雷によって森林火災が始まったと記していた。このミラミチ火災と呼ばれるようになるものは、ニューブランズウィックの重要な樹林数千エーカーを破壊し、開拓者数百人を殺し、さらに数千の者の家を失くさせ、幾つかの繁栄しつつあった社会を壊した。この日誌には、新しく指名されたニューブランズウィック州知事が破壊の程度を記録し、ニューブランズウィック州が生き残るためには西方の広大な森林（アメリカ合衆国と議論のある地域）に依存することになるとコメントしたことも記されていた。

## 緊張関係の高まり
論争のあった地域の住民特性は様々だった。セントジョン川とマダワスカ川沿い開拓者の多数派は初期アカディア人だった（原初フランス人入植者の子孫）。アルーストック川流域に近年入った開拓者はアメリカ人だった。1826年から1830年の間に、製材関係者がセントジョン川西岸やその支流に入り、ウッドストック、トビークおよびグランドフォールズにはイギリス人家族の家があった。
マダワスカのフランス語を話す住民は「ブラヨン」と呼ばれる通常はイギリスに従属している民だが、少なくとも言葉の上では非公式な「マダワスカ共和国」に属していると自分達のことを考えていて、アメリカにもイギリスにも恭順しているという訳ではなかった。しかし、木樵達が農作業から解放されてセントジョン川上流に「長旅」する冬季にはこの地域の人口が外部の者で脹れ上がった。これら移動性の木樵達の存在はそれぞれの州の資源や歳入の保護に責任のあるメイン州やマサチューセッツ州政府にとって緊張関係を特に高める事項だった。木樵達の或る者は恒久的に流域に入植することになった。開拓者の大半は自分達が当局筋からあまりにも離れているので、土地に対して正式な利用申請ができなかった。最良の樹林の支配を巡って党派が動いたときに論争が過熱した。
1827年7月4日、現在のベイカー・ブルックとセントジョン川の合流点西側に、ジョン・ベイカーが妻の作ったアメリカ国旗を掲げた。ベイカーはその後イギリス植民地管理者に逮捕され、25ポンドの科料を言い渡され、その科料を払うまで投獄された。
1830年アメリカ合衆国国勢調査の準備過程で、メイン州議会はジョン・ディーンとエドワード・ジェイムズをメイン北部、すなわちニューブランズウィック州北西部に派遣し、住人の数を調べ、イギリス人の不法入国（かれらの見解）の程度を評価させた。夏の間、セントジョン川西岸の住人数人が、マダワスカでメインに取り込まれるべく申請した。ペノブスコット郡役人の忠告もあって、マダワスカに町制を布くための準備として代表を選出する集会が招集された。この集会の間に、ニューブランズウィック州民兵隊の地元の代表がセントジョン川東岸の地元住民に警告されて、集会所に入り組織化を試みる者は誰でも逮捕すると脅した。しかし集会は続けられ、より多くの民兵が到着し、住民の何人かは逮捕され、ある者は森に逃げ、文書がオーガスタのメイン州当局に送られた。文書はワシントンD.C.のアメリカ合衆国政府にも送られ、アメリカ合衆国国務長官がイギリス駐米大使と接触した。しかし、住民の大半であるアカディア人はアメリカにもニューブランズウィックにも加わることについて態度を決めかねていたが、フランス語を話すケベック州には一体感があった。ケベック州もマダワスカの領土請求をしていた。

## オランダ国王の調停工作
オランダ国王ヴィレム1世は1830年に国境紛争の調停を求められた。ヴィレム1世は2つ挙げられていた選択肢の妥協を求めることにして、最終的に落ち着くことになった国境に大変近い線を引いた。イギリスはオランダ国王の決定を受け入れた。メイン州はヴィレム1世の判断が、提案されている国境のどちらか一つを選択するというはずのその権限範囲を超えており、アメリカ合衆国政府の政策内に外国の影響力を行使する危険を冒すものであると考え、これを拒否した。さらには既に区割りされ、アメリカ合衆国市民、つまりはメイン州とマサチューセッツ州住人に売却され入植されている領土を譲る案になっていた。メイン州とマサチューセッツ州は1800年以来保持した領土での司法権を行使し続ける意図があった。アンドリュー・ジャクソン大統領は、特にテキサス共和国となる地域で強くなる紛争に関わる行動に関して、南部や西部での先住民支配の政策や計画から逸れることの無いよう、新しい提案国境を認めたくなかった。アメリカ合衆国憲法では、州政府の同意無くして州の資産所有権を連邦政府が変更することを禁じており、メイン州とマサチューセッツ州はそれを認めなかった。ジャクソンのインディアン強制移住政策やメキシコ政府内部干渉に遠慮無く反対していたアメリカ合衆国上院議員ペレグ・スピローグに率いられたメイン州の上院派遣団は妥協を強要し、上院はオランダ国王の判断を拒絶した。
イギリスとアメリカは最終決着の無いまま、その地域は既に各州の排他的司法権と権限にあり、地方当局はそのまま残り、米英双方がこのとき紛争のあった地域に司法権を及ぼさないとする暫定合意に達した（1831年-1832年）。

## 民警団、逮捕、民兵隊動員
1837年、第二合衆国銀行が閉鎖された後、税金を払っていたメイン州住民は税の払い戻しがあることになった。受領資格のあるものを決定するために特別国勢調査が行われた。ペノブスコット郡国勢調査官グリーリーはアルーストック川上流地域の調査を始めた。指名されたばかりのニューブランズウィック州知事ジョン・ハーベイが率いる地方当局に、メイン州からの役人が開拓者に金を提供しているという報せが入り、ニューブランズウィック州当局はグリーリーを逮捕させフレデリクトンに連行した。ニューブランズウィック州からの文書ではメイン州知事を贈賄で告発し、メイン州がアルーストック川とその支流地域に司法権を行使し続けるならば、民兵隊が行動を起こすと脅した。これに反応したメイン州のロバート・ダンラップ知事は、メイン州が外国軍に侵入されたことを宣言する一般命令を発行した。
メイン州議会に提出された報告書に拠れば、1838年から1839年に掛けての冬に、紛争地域ではアメリカとニューブランズウィック州の木樵達が木を伐っていた。1839年1月24日、メイン州議会は新任知事ジョン・フェアフィールドに、メイン州公有地担当官、ペノブスコット郡保安官および志願民兵による民警団を、ニューブランズウィック州民を追求し逮捕するために派遣することを承認した。民警団は2月8日にバンガーを出発した。この民警団はT 10 R 5地点に到着し、セントクロワ川とアルーストック川の合流点でキャンプを設営し、ニューブランズウィック州の木樵達の道具を没収し、捕獲し逮捕した木樵を裁判に掛けるために後方に送り始めた。ニューブランズウィック州の木樵達集団がこの行動を知って、その斧や馬を取り替えせなかったので、ウッドストックの武器庫に押し入ることで武装し、自分達も民警団を組織して、夜半にメイン州公有地担当官とその助手を捕まえた。メイン州の役人達は鎖を掛けられてウッドストックに移送され、「インタビュー」のために留め置かれた。
ジョン・ハーベイ知事はこれらアメリカ人を「政治犯」と呼び、ワシントンD.C.に手紙を送って、逮捕者の処置を決める前にロンドンからの指示を待たねばならないと伝えた。その中で、ハーベイはアルーストック川がイギリスの司法権下にあることを保証する責任を行使しているのであり、この地域からメイン州の軍隊全てを排除することを要求すると伝えた。ハーベイは続いてT 10 R 5地点のキャンプ地に民兵隊長を派遣し、メイン州民兵隊を去らせるよう命令した。メイン州のラインズ大尉やその他の者は、命令に従っておりその義務を果たすと言ってこれを拒否した。ニューブランズウィック州民兵隊長はメイン側によって拘束された。
2月15日、メイン州議会はアイザック・ホッズドン少将が率いアルーストック川上流にいる民警団の補強に1,000名の志願者を募ることを承認した。ジョン・ハーベイ知事からの追加文書は、イギリス正規軍が西インド諸島から向かっているという報告書と共に、モホーク族がケベック州への支援を申し出、ニューブランズウィック州の軍隊がセントジョン川沿いで結集していることを伝えたので、メイン州民兵隊を一般徴募する2月19日の一般命令第7号発行に繋がった。バンゴーで結集した民兵隊は2月26日までにアルーストック川上流に派遣され、プレスクアイル川沿いにフェアフィールド砦が建設（初期民警団によって捕獲された盗品木材で建設された）され、東国境に軍隊が宿営できるようにされた。

## アメリカ、イギリス両国政府の介入
1839年3月2日、ワシントンD.C.でアメリカ合衆国議会の討論中、メイン州のスミス下院議員は出来事の概要、1825年以降取り交わされた様々な文書を説明し、連邦政府の主たる責任はその領土と市民を保護し防衛することだが、政府がその義務を行使しないならばメイン州だけでその領土を守ると宣言した。これに答えて議会はその緊急事態に5万名の軍隊と1,000万ドルの予算を充てることを承認した。メイン州はこの紛争のために3,000名ないし10,000名の民兵を集めた。チェロキー族強制移住の指揮を最近外れたウィンフィールド・スコット将軍が紛争地域に宛てられ、3月初めにボストンに到着した。
米英戦争のときに、スコット将軍はジョン・ハーベイ監督の下に戦争捕虜になっており、その関係が相互尊重のポイントと見られた。スコットの助言に従って、メイン州は5月と6月に民兵隊を呼び戻す一般命令を発し、それらは正規アメリカ軍に置き換えられた。その夏にフェアフィールド砦とケント砦の恒久的建設が始まった。R・M・カービー少佐がその基地と第1アメリカ砲兵連隊の3個中隊の指揮官となった。カナダからはイギリス軍第11連隊の4個中隊がケベックシティからその地域に行軍した。一方、ニューブランズウィック州はアルーストック川地域から流れるセントジョン川の支流全てを正規兵と民兵で武装した。1840年、メイン州はこの地域を管理するためにアルーストック郡を創設した。アメリカ合衆国とイギリスはこの紛争を国境委員会に委ねることに同意し、両軍の間の衝突は続くことになるが、この事態は1842年にロンドン条約、別名ウェブスター＝アッシュバートン条約で決着されることになった。この条約ではこの北東部の境界だけでなく、カナダとミシガン州およびミネソタ州の国境問題も解決した。

## 決着
アメリカ合衆国国務長官ダニエル・ウェブスターとイギリス枢密顧問官の初代アッシュバートン男爵アレクサンダー・ベアリングによって妥協点に達し、アメリカ合衆国には7,015平方マイル (18,170 km2)、イギリスには5,012平方マイル (12,980 km2) の土地が分けられた。紛争地域の北方をイギリスが保有することで、ハリファックス道路を使ってケベック州とノバスコシア州の間の軍事的通信を一年中陸路によって確保できるようになった。アメリカ連邦政府はメイン州とマサチューセッツ州にそれぞれ15万ドルの支払いに同意し、両州はニューブランズウィック州領土に侵入しているときに生じた費用についてアメリカ合衆国から支払われるものとされた。
ウェブスターは、パリの古文書館で見付けたアメリカ人ジャレド・スパークス作成の地図（1782年にパリでベンジャミン・フランクリンが赤い線を引いたと言われる）を使って、メイン州とマサチューセッツ州に合意を飲ませるよう説得した。この地図は紛争地域がイギリスに属することを示しており、両州の代表が妥協案を受け入れることを説得し、この事実がイギリスに知られてイギリスが拒否しないようにすることに貢献した。アメリカ側がフランクリンの地図に関する情報を隠したことは後に暴露された。アメリカ合衆国に有利だと言われる地図が明らかにイギリスで使われたが、この地図が公開されることは無かった。イギリスの持っていた地図は紛争地域全体がアメリカ側に入っていたので、フランクリンの地図はイギリスがアメリカ代表団に圧力を掛けるために作った偽書だと主張する者もいる。
結局、唯一損したのは元々この地域の「ブラヨン」住人（および先住民）であり、その故郷と住人はアメリカのメイン州とイギリスのニューブランズウィック州に分かれることになった。
この戦争は、実際の戦闘は無かったものの、被害者が出なかった訳では無かった。メイン州の兵卒ハイラム・T・スミスは1828年の任務中に原因不明で死んだ。かれはヘインズビルの森の中程、軍事道路（アメリカ国道2号線）側のメイン州側に埋葬されている。アルーストック遠征の間に病気や負傷で死んだ民兵は他にもおり、また多くの者は偵察のためにキャンプを出て戻ることはなく、行方不明となった。